# Летісія Собрал
Летісія Собрал (порт. Letícia Sobral; нар. 6 грудня 1980) — колишня бразильська тенісистка.
Найвищу одиночну позицію світового рейтингу — 284 місце досягла 13 лютого 2006, парну — 105 місце — 22 травня 2006 року.
Здобула 1 одиночний та 25 парних титулів туру ITF.

## Фінали ITF
| Турніри $100,000 |
| Турніри $75,000  |
| Турніри $50,000  |
| Турніри $25,000  |
| Турніри $10,000  |

### Одиночний розряд: 4 (1–3)
| Результат | Ранг | Дата           | Турнір                 | Покриття | Суперниця         | Рахунок       |
| Поразка   | 1.   | 2 грудня 2001  | Калі (місто), Колумбія | Ґрунт    | Сабріна Ейсенберг | 6–7(5–7), 4–6 |
| Поразка   | 2.   | 29 червня 2003 | Вікторія, Мексика      | Тверде   | Карла Тіене       | 6–4, 1–6, 4–6 |
| Перемога  | 3.   | 24 серпня 2003 | Ла-Пас, Болівія        | Ґрунт    | Женіфер Віджажа   | 6–2, 6–3      |
| Поразка   | 4.   | 26 жовтня 2003 | Каракас, Венесуела     | Тверде   | Ларісса Карвальйо | 3–6, 5–7      |

### Парний розряд: 40 (25–15)
| Результат | Ранг | Дата              | Турнір                               | Покриття   | Партнерка           | Суперниці                                  | Рахунок               |
| Поразка   | 1.   | 1 травня 2000     | Ітажаї, Бразилія                     | Тверде     | Наталія Беллізія    | Хорхеліна Краверо Клаудія Сальгес          | 3–6, 2–6              |
| Поразка   | 2.   | 1 квітня 2001     | Сантьяго, Чилі                       | Ґрунт      | Марсела Еванжеліста | Селесте Контін Роміна Оттобоні             | 1–6, 3–6              |
| Поразка   | 3.   | 22 квітня 2001    | Белу-Оризонті, Бразилія              | Тверде     | Марсела Еванжеліста | Тасія Сону Карла Тіене                     | 2–6, 3–6              |
| Поразка   | 4.   | 10 червня 2001    | Дурбан, ПАР                          | Тверде     | Марсела Еванжеліста | Шанелль Схеперс Лара Ван Роєн              | 2–6, 2–6              |
| Поразка   | 5.   | 9 вересня 2001    | Монтевідео, Уругвай                  | Ґрунт      | Марсела Еванжеліста | Хорхеліна Баррера Саломе Льягуно           | 2–6, 7–6(7–4), 4–6    |
| Поразка   | 6.   | 28 липня 2002     | Каракас, Венесуела                   | Тверде     | Марсела Еванжеліста | Алехандра Ріверо Regina Temez              | 6–4, 1–6, 1–6         |
| Поразка   | 7.   | 1 жовтня 2002     | Мехікалі, Мексика                    | Тверде     | Марсела Еванжеліста | Селесте Контін Ана Лусія Мільяріні де Леон | 4–6, 2–6              |
| Поразка   | 8.   | 17 листопада 2002 | Флоріанополіс, Бразилія              | Ґрунт      | Марсела Еванжеліста | Ларісса Карвальйо Бруна Колозіу            | 4–6, 4–6              |
| Перемога  | 9.   | 24 серпня 2003    | Ла-Пас, Болівія                      | Ґрунт      | Марсела Еванжеліста | Валентіна Кастро Андреа Коч Бенвенуто      | 3–6, 6–3, 1–0 ret.    |
| Перемога  | 10.  | 8 вересня 2003    | Сантьяго, Чилі                       | Ґрунт      | Марія Хосе Архері   | Андреа Бенітес Вірхінія Донда              | 6–2, 6–2              |
| Поразка   | 11.  | 26 жовтня 2003    | Каракас, Венесуела                   | Тверде     | Марія Хосе Архері   | Зузана Черна Ева Грдінова                  | w/o                   |
| Перемога  | 12.  | 23 лютого 2004    | Лас-Пальмас-де-Гран-Канарія, Іспанія | Ґрунт      | Марія Хосе Архері   | Естер Мольнар Марія Вольфбрандт            | 6–3, 6–3              |
| Перемога  | 13.  | 25 травня 2004    | Кампобассо, Італія                   | Ґрунт      | Марія Хосе Архері   | Емілія Дезідеріо Клаудія Івоне             | 6–0, 6–1              |
| Перемога  | 14.  | 9 серпня 2004     | Каракас, Венесуела                   | Тверде     | Марія Хосе Архері   | Марсела Еванжеліста Карла Тіене            | 6–4, 6–3              |
| Перемога  | 15.  | 16 серпня 2004    | Гуаякіль, Еквадор                    | Тверде     | Марія Хосе Архері   | Марсела Еванжеліста Карла Тіене            | 6–3, 6–1              |
| Перемога  | 16.  | 23 серпня 2004    | Ла-Пас, Болівія                      | Ґрунт      | Марія Хосе Архері   | Марсела Еванжеліста Карла Тіене            | 6–1, 6–3              |
| Перемога  | 17.  | 6 вересня 2004    | Сантьяго, Чилі                       | Ґрунт      | Марія Хосе Архері   | Бруна Колозіу Ана Лусія Мільяріні де Леон  | 6–2, 6–0              |
| Перемога  | 18.  | 18 жовтня 2004    | Гоянія, Бразилія                     | Ґрунт      | Марія Хосе Архері   | Жоана Кортез Марсела Еванжеліста           | 6–3, 6–3              |
| Перемога  | 19.  | 24 жовтня 2004    | Флоріанополіс, Бразилія              | Ґрунт      | Марія Хосе Архері   | Ларісса Карвальйо Женіфер Віджажа          | 2–6, 6–4, 7–5         |
| Перемога  | 20.  | 4 квітня 2005     | Порту, Португалія                    | Тверде     | Марія Хосе Архері   | Аннетте Кольб Лаура Цельдер                | 7–6(8–6), 6–1         |
| Перемога  | 21.  | 11 квітня 2005    | Порту, Португалія                    | Тверде     | Марія Хосе Архері   | Лісанне Балк Суріна Де Беер                | 6–4, 4–6, 7–6(15–13)  |
| Поразка   | 22.  | 15 травня 2005    | Сен-Годан (Верхня Гаронна), Франція  | Ґрунт      | Марія Хосе Архері   | Клер Каррен Наталі Грандін                 | 3–6, 1–6              |
| Поразка   | 23.  | 5 червня 2005     | Нанкін, КНР                          | Тверде     | Марія Хосе Архері   | Чжуан Цзяжун Сє Яньцзе                     | 3–6, 7–6(7–5), 2–6    |
| Перемога  | 24.  | 4 липня 2005      | Колледж-Парк (Меріленд), США         | Тверде     | Марія Хосе Архері   | Ешлі Гарклроуд Светлана Кривенчева         | 6–4, 3–6, 7–6(7–1)    |
| Перемога  | 25.  | 18 липня 2005     | Кампус-ду-Жордау, Бразилія           | Тверде     | Марія Хосе Архері   | Марія Фернанда Алвеш Фредеріка Пієдаде     | 6–0, 6–2              |
| Перемога  | 26.  | 4 жовтня 2005     | Сьюдад-Хуарес, Мексика               | Ґрунт      | Марія Хосе Архері   | Соледад Есперон Ольга Виметалкова          | 7–6(7–1), 6–3         |
| Перемога  | 27.  | 11 жовтня 2005    | Сьюдад-Вікторія, Мексика             | Тверде     | Марія Хосе Архері   | Соледад Есперон Валентіна Сассі            | 6–3, 6–4              |
| Перемога  | 28.  | 18 жовтня 2005    | Мехіко                               | Тверде     | Марія Хосе Архері   | Соледад Есперон Келлі Лігган               | 7–6(7–2), 2–6, 6–0    |
| Поразка   | 29.  | 7 лютого 2006     | Мідленд (Мічиган), США               | Тверде (i) | Марія Хосе Архері   | Мілагрос Секера Мейлен Ту                  | 6–4, 5–7, 4–6         |
| Перемога  | 30.  | 4 квітня 2006     | Коацакоалькос, Мексика               | Тверде     | Марія Хосе Архері   | Карла Тіене Женіфер Віджажа                | 6–4, 7–5              |
| Поразка   | 31.  | 8 травня 2006     | Джунія, Ліван                        | Ґрунт      | Марія Хосе Архері   | Тетяна Пучек Анастасія Якімова             | 4–6, 6–7(5–7)         |
| Поразка   | 32.  | 15 травня 2006    | Сен-Годан, Франція                   | Ґрунт      | Марія Хосе Архері   | Івана Абрамович Алла Кудрявцева            | 2–6, 0–6              |
| Перемога  | 33.  | 16 липня 2006     | Кампус-ду-Жордау, Бразилія           | Тверде     | Марія Хосе Архері   | Карла Тіене Женіфер Віджажа                | 6–3, 6–3              |
| Перемога  | 34.  | 31 липня 2006     | Віго, Іспанія                        | Тверде     | Марія Хосе Архері   | Ларісса Карвальйо Жоана Кортез             | 6–4, 6–3              |
| Перемога  | 35.  | 8 серпня 2006     | Коїмбра, Португалія                  | Тверде     | Марія Хосе Архері   | Жоана Кортез Неуза Сілва                   | 7–6(7–4), 7–6(7–5)    |
| Перемога  | 36.  | 31 жовтня 2006    | Мехіко                               | Тверде     | Марія Хосе Архері   | Марія Фернанда Алвеш Шанелль Схеперс       | 6–3, 7–5              |
| Перемога  | 37.  | 7 листопада 2006  | Мехіко                               | Тверде     | Марія Хосе Архері   | Патріція Майр-Ахлайтнер Івонн Мойсбургер   | 6–4, 6–2              |
| Перемога  | 38.  | 11 червня 2007    | Кампобассо, Італія                   | Ґрунт      | Марія Хосе Архері   | Сторі Твіді-Єйтс Крістіна Вілер            | 7–5, 6–3              |
| Поразка   | 39.  | 30 липня 2007     | Кампус-ду-Жордау, Бразилія           | Тверде     | Марія Хосе Архері   | Жоана Кортез Роксане Вайзенберг            | 5–7, 0–6              |
| Перемога  | 40.  | 3 вересня 2007    | Баруері, Бразилія                    | Тверде     | Фабіана К'япаріні   | Соледад Есперон Марія Ірігоєн              | 6–7(4–7), 6–4, [11–9] |